# Риксдаген (Швеция)
Риксдаген (на шведски: riksdagen, пише се винаги като членувана форма на Риксдаг) е наименованието на шведския парламент, състоящ се от 349 депутати, избирани за период от четири години.
Задачите на Риксдаген включват създаването и приемането на закони, определянето на данъци и такси и на централния правителствен бюджет. Риксдаген е отговорен за упражняването на контрол над правителството и публичните агенции в Швеция. Парламентът има и голямо влияние над външната политика на страната. Риксдаген се води от председател, който предлага министър-председател. Предложеният бива назначен от парламента и назначава министрите в правителството.

## История
В началото на 1435 година представители на различни социални прослойки са поканени на среща в град Арбуга (на шведски: Arboga), за да обсъдят и вземат решения по теми, засягащи цялата страна. Тази среща понякога е посочвана като първия шведски парламент.
През 1527 и 1544 крал Густав Васа организира две срещи във Вестерос (на шведски: Västerås), на които участват представители от всичките четири прослойки – благородниците, духовенството, гражданите и селяните. Терминът Риксдаг е използван за първи път през 1540-те.
През 17 век са създадени по-ясни, писмени, парламентарни процедури. В края на 17 век крал Карл XI засилва влиянието си, с което позицията на Риксдаген е отслабена.
По време на „Ерата на свободата“ през 18 век силите се изместват отново към четирите съсловия. Развива се двупартийна система с участие на „Шапките“ (на шведски: Hattarna) и „Калпаците“ (на шведски: Mössorna). Доминацията на съсловията отслабва вследствие на икономически кризи, противопоставяне между съсловията и корупция докато крал Густав III завзема властта с безкръвен преврат през 1772 година.
През 1809 година правителството е прието като управленски инструмент в Швеция. Съдебната и обществената власт получават независимост. Въвежда се разделение на законодателна, съдебна и изпълнителна власт. Освен това Швеция като първа държава в света има парламентарен омбудсман. Първият закон, определящ процедурите на работа на Риксдаген е приет през 1810 година. Тази форма на управление, въпреки множество промени през годините, остава в действие до 1974 година.
Между 1809 и 1974 година са направени важни промени в конституцията, за да се осигури представителство на новите социални класи. През 1865 парламентът на четирите съсловия е заменен с двукамарен парламент. Горната камара е избирана от местните съвети и общинските съвети в по-големите градове. Горната камара представлява „образованието и богатството“. В нея са можели да бъдат избирани само мъже, на основата на критерии като възраст, доход и богатство. Долната камара е избирана директно от мъже на възраст над 25 години, които отговарят на критериите за право на гласуване, като собственост на недвижимо имущество и плащане на ежегоден данък. По този начин около 21% от мъжете са имали право на глас.
От 1860-те започва дебат за правото на глас. През 1909 година всички мъже получават правото на глас за избиране на Долната камара. През 1921 година жените получават право на глас. Оттогава до 1989 година е възможно съдът да отнеме правото на глас. След 1989 всеки и това ограничение е премахнато. Същевременно се развива парламентарна система, при която правителството има нужда от подкрепата на парламента за вземането на всички важни решения.
През 1971 двукамарната система е заменена с еднокамарна с парламент с 350 представители. Недостатъците на четен брой депутати скоро стават явни. През 1973 социалистическият и анти-социалистическият блок получават по 175 места. Това води до вземането на няколко решения с лотария. От 1976 броят на депутатите е намален с един. През 1994 година периодът за избиране на парламент е увеличен от три на четири години и бюджетната година е приравнена с календарната.